# Габровачка река
Габровачка река је последња већа лева притока Нишаве дужине око 11 километара. Постаје од више периодичних потока који се спајају на северним падинама Селичевице, испод Мале и Велике Тумбе, на надморској висини од 519 метара. Протиче кроз атар села Габровац, и нишка насеља Габровачка река (Ниш) , Делијски вис, Трошарина , Криви вир и Криве ливаде а улива се у реку Нишаву недалеко од парка „Свети Сава” (Ниш). Већа десна притока је Вукмановска река.
Габровачка река је изразити бујичарски ток. Након сваке јаче кише или топљења снега нагло се повећа протицај реке, при чему је количина ношеног материјала велика. Лети има веома мали проток воде па некад пресуши и нема воде.

## Притоке
- Вукмановска река

## Галерија
- Дрвени мост преко Габровачке реке поред Ћеле-куле
- Дрвени мост преко Габровачке реке улаз у Ћеле-кулу
- Железнички мост преко Габровачке реке
- Габровачка река кроз насеље Делијски вис
- Габровачка река изнад насеља Делијски вис